# Víctor Ruiz Orden
Víctor Ruiz Orden (Utiel, 24 de junio de 1993) es un atleta español especializado en carreras con obstáculos y campo a través que ha sido 6 veces internacional absoluto.

## Trayectoria deportiva
En 2017 consiguió la medalla bronce en el Campeonato de Europa con el relevo mixto de la selección española en Šamorín (Eslovaquia).
En diciembre de 2018 se proclamó campeón de Europa de cross por equipos mixtos con la selección española.
En 2019 fue seleccionado para disputar el Campeonato del Mundo de cross, en Aarhus (Dinamarca), donde consiguió la sexta posición mundial en la prueba de relevo mixto.
En 2021 consiguió el bronce en el Campeonato de España absoluto.
El 24 de mayo de 2022 hizo una marca de 8:16,42 en los 3000 metros obstáculos del Meeting Iberoamericano de Huelva, consiguiendo la 13.ª mejor marca española de la historia en dicha distancia.
El 24 de junio de 2022 se hace de nuevo con un bronce en el campeonato de España absoluto de Nerja.
En 2022 estuvo en el Campeonato de Europa de Múnich, donde consiguió pasar a la final. Antes había participado en el Campeonato del Mundo de Eugene, donde quedó eliminado en semifinales.
En junio de 2023 batió el récord de España de 2000 metros obstáculos, distancia no oficial, con una marca de 5:16.92.
Su actual club es el Playas de Castellón.

## Marcas personales
| Prueba                 | Marca   | Lugar     | Fecha               |
| ---------------------- | ------- | --------- | ------------------- |
| 1500 metros            | 3:37.86 | Castellón | 16 de junio de 2022 |
| 3000 metros obstáculos | 8:13.89 | París     | 9 de junio de 2023  |

| Prueba      | Marca   | Lugar    | Fecha                |
| ----------- | ------- | -------- | -------------------- |
| 1500 metros | 3:42.75 | Sabadell | 6 de febrero de 2019 |
| 3000 metros | 8:05.60 | Valencia | 20 de enero de 2018  |